# Tissuthèque
 (avril 2017).
Une tissuthèque est une collection organisée de tissus. 
Il peut s'agir de tissus organiques ou de tissus textiles.

## Textile

### Les différentes formes de tissuthèques
Une tissuthèque peut se présenter sous forme :
- de classeur pour conserver de petits échantillons ;
- de catalogue de références de tissus ;
- de portant auquel sont suspendus des robracks ;
- virtuelle à l'aide de photographies.

#### Tissuthèques virtuelles
Les tissuthèques virtuelles se développent pour répondre à de nouveaux besoins. En effet, la filière textile est une filière soumise à la mondialisation. Les tisseurs, leurs clients, leurs fournisseurs sont répartis aux quatre coins du monde. Les restrictions des transports aériens, les poids et volumes importants des tissuthèques physiques, les coûts des voyages, la course aux prix les plus bas, tout concourt au développement de ce type de support.
L’inconvénient principal des tissuthèques virtuelles, c’est qu’on ne peut pas toucher les tissus. Les habitudes d’achats des confectionneurs (habitude de toucher le tissu) ont tout d’abord été un frein puis ont évolué.

### Utilisateurs et utilisations
Les tisseurs et tricoteurs se servent des tissuthèques pour présenter leurs collections à leurs clients et prospects afin de faciliter le choix et donc l’achat de produits. 
Les bureaux de création des entreprises de confection, les bureaux de style et les décorateurs conservent généralement les échantillons offerts sous forme de robracks par les tisseurs dans une tissuthèque sous forme de portant (penderie). Ils ont ainsi à disposition une masse de tissus à portée de main pour faciliter la création.

### Les différents types de classement
À différents besoins, différentes formes. 
Les tisseurs et tricoteurs classent généralement leurs tissuthèques en fonction des saisons et des collections qu’ils ont produites.
Les bureaux de création des entreprises de confection, les bureaux de style et les décorateurs peuvent les classer par :
- tisseurs ;
- collections ;
- saisons ;
- armure ou contexture ;
- utilisations possible (pantalon, manteau…).